# AlterNet
AlterNet is een progressieve nieuws- en opiniesite uit de Verenigde Staten die gestart is in 1998. AlterNet is een project van het non-profit Independent Media Institute dat gevestigd is in San Francisco. Volgens de redactie wordt de nieuwssite maandelijks bezocht door 1,7 miljoen bezoekers. AlterNet publiceert zowel eigen artikelen als bijdragen uit een groot aantal andere nieuwsbronnen, zoals The Nation, The Huffington Post, Truthdig, TomDispatch.com, Bill Moyers Journal, IPS News en The Guardian. De missie van het bedrijf is om burgers te inspireren bij acties en betrokkenheid bij maatschappelijke thema's als milieu, mensenrechten, burgerrechten, sociale rechtvaardigheid, massamedia en gezondheid. De slogan van AlterNet is: "The Mix is the Message."

## Redactionele uitgangspunten
AlterNet publiceert een combinatie van politieke commentaren, onderzoeksartikelen en analyses, succesverhalen van actiegroepen en persoonlijke verhalen. De nieuwssite wil mogelijkheden belichten om werkbare oplossingen te ontwikkelen voor het oplossen van maatschappelijke problemen. De redactionele filosofie is om trouw te blijven aan eerlijkheid, gelijkheid en wereldwijde verantwoordelijkheid, waarbij men een brug wil slaan tussen generaties, etnische groepen en standpunten.
De onderwerpen zijn onderverdeeld in de categorieën media, immigratie, mensenrechten, Irak, milieu, water, gezondheid, drugs, seks & relaties, bedrijven & werk, democratie en boeken. Tot de columnisten behoren Susie Bright, Will Durst, Sean Gonsalves, Amy Goodman, Chris Hedges, Jim Hightower, Arianna Huffington, Earl Ofari Hutchinson, Molly Ivins, Mark Klempner, Bill McKibben, Annalee Newitz, Rory O'Connor, Robert Scheer, Norman Solomon en Matt Taibbi.

## Boeken uitgebracht door AlterNet
- We the Media. 1997. ISBN 978-1-56584-380-6
- After 9/11: Solutions for a Saner World. 2002. ISBN 0963368710
- The Five Biggest Lies Bush Told Us About Iraq. 2003. ISBN 1-58322-644-3
- Start Making Sense. 2005. ISBN 1-931498-84-9

## Prijzen
- Webby Awards
  - Genomineerd: 2002, 2004
  - Winnaar: 2003, 2005
- Utne Independent Press Awards
  - Genomineerd: 2004, 2005
  - Winnaar: 2002, 2003 (Reader's Choice)
- NPR's five "best on the internet", 2001[2]

## Directie en redactie
- Don Hazen, executive director
- Liz Mullaney, associate publisher
- Jan Frel, senior editor
- Heather Gehlert, managing editor
- Tara Lohan, managing editor
- Adam Howard, associate editor

## Financiering
AlterNet wordt gefinancierd op basis van fondsen en donaties. De tien belangrijkste fondsen die in de periode 2001-2005 hebben bijgedragen, zijn:
- Nathan Cummings Foundation         $850,000
- David and Lucile Packard Foundation $760,060
- Ford Foundation $733,000
- Open Society Institute $355,000
- Rockefeller Foundation $300,000
- Schumann Center for Media and Democracy $285,000
- List Foundation $253,000
- Johnson Foundation $252,818
- Arca Foundation $210,000
- Wallace Global Fund  $200,000
- McKay Foundation  $185,000
- Surdna Foundation  $165,000
- Mott Foundation  $160,000
- Hewlett Foundation  $125,000
- Akonadi Foundation  $120,000
- Glaser Progress Foundation  $105,000

In 2006 bedroegen de netto-inkomsten van het Independent Media Institute 1,264,748 dollar.